# Emma Engström
Emma Engström född 28 februari 1985 i Stockholm, är en svensk skådespelare.

## Filmografi
- 2000 – Eva & Adam
- 2001 – Familjehemligheter
- 2003 – Talismanen (TV-serie)
- 2004 – Håkan Bråkan & Josef